# سیمین قدیری
سیمین قدیری (زادهٔ ۴ خرداد ۱۳۲۴) خوانندهٔ ایرانی است.

## زندگی هنری
شهرت سیمین قدیری بیشتر به خاطر اجرای ترانه‌های کودکانه است که در همکاری با آهنگسازانی چون فریبرز لاچینی، بابک بیات و ترانه‌سرایی شاعرانی نظیر احمدرضا احمدی، ژیلا مساعد، محمود کیانوش و فرهاد شیبانی به اوج خود رسید. دریا دادور از او به عنوان معلم آواز خود یاد می‌کند.
سیمین قدیری ساکن تهران است و تاکنون چند کنسرت برای زنان در تالار وحدت اجرا کرده است.

## آلبوم‌ها

### آواز فصل‌ها و رنگ‌ها (۱۳۵۴)
| شماره | نام           | مدت  |
| ----- | ------------- | ---- |
| ۱.    | «آبی»         | ۴:۴۹ |
| ۲.    | «باد آمد»     | ۴:۴۳ |
| ۳.    | «سیاه»        | ۵:۲۷ |
| ۴.    | «یک گل ده گل» | ۴:۱۷ |
| ۵.    | «نوروز»       | ۳:۳۲ |
| ۶.    | «پائیز»       | ۴:۴۲ |
| ۷.    | «سفید»        | ۲:۳۷ |
| ۸.    | «قرمز»        | ۵:۰۶ |
| ۹.    | «اسب سفید»    | ۵:۴۵ |
| ۱۰.   | «آفتاب مهتاب» | ۳:۴۷ |
| ۱۱.   | «زمستان»      | ۴:۲۴ |
| ۱۲.   | «باران»       | ۴:۲۵ |
| ۱۳.   | «کبوتر»       | ۳:۵۶ |
| ۱۴.   | «تابستان»     | ۳:۰۰ |

### آوازهای دیگر (۱۳۵۶)
| شماره | نام              | مدت  |
| ----- | ---------------- | ---- |
| ۱.    | «یک ستاره»       | ۴:۰۸ |
| ۲.    | «باد»            | ۳:۵۵ |
| ۳.    | «پرنده»          | ۴:۴۹ |
| ۴.    | «سبز سبز»        | ۳:۳۰ |
| ۵.    | «مادر»           | ۴:۰۵ |
| ۶.    | «گندمزار»        | ۲:۴۴ |
| ۷.    | «دوست داشتن»     | ۴:۱۹ |
| ۸.    | «بهترین‌ها»       | ۵:۱۴ |
| ۹.    | «فرزندم»         | ۲:۱۱ |
| ۱۰.   | «من نوشتم باران» | ۳:۵۵ |
| ۱۱.   | «دو چشم بستهٔ من» | ۵:۱۱ |

### قاصدک
| شماره | نام         | مدت  |
| ----- | ----------- | ---- |
| ۱.    | «قاصدک»     | nil  |
| ۲.    | «باغ بهرنگ» | ۲:۵۷ |
| ۳.    | «همبستگی»   | nil  |